# Kibwirwa
Kibwirwa är ett vattendrag i Burundi.   Det ligger i provinsen Muyinga, i den nordöstra delen av landet, 120 kilometer öster om huvudstaden Bujumbura.
Omgivningarna runt Kibwirwa är en mosaik av jordbruksmark och naturlig växtlighet. Runt Kibwirwa är det ganska tätbefolkat, med 222 invånare per kvadratkilometer.